# Tococa undabunda
Tococa undabunda är en tvåhjärtbladig växtart som beskrevs av James Francis Macbride. Tococa undabunda ingår i släktet Tococa och familjen Melastomataceae. Inga underarter finns listade i Catalogue of Life.